# فيليب جونسون (سياسي)
فيليب جونسون (بالإنجليزية: Philip Johnson)‏ هو محامي وسياسي أمريكي، ولد في 17 يناير 1818 في الولايات المتحدة، وتوفي في 29 يناير 1867 في نفس البلد. حزبياً، نشط في الحزب الديمقراطي. وقد انتخب عضو مجلس نواب بنسيلفانيا وانتخب عضو مجلس النواب الأمريكي.